# Histioea bellatrix
Histioea bellatrix är en fjärilsart som beskrevs av Walker 1854. Histioea bellatrix ingår i släktet Histioea och familjen björnspinnare. Inga underarter finns listade i Catalogue of Life.